# Xã Pigeon, Quận Vanderburgh, Indiana
Xã Pigeon (tiếng Anh: Pigeon Township) là một xã thuộc quận Vanderburgh, tiểu bang Indiana, Hoa Kỳ. Năm 2010, dân số của xã này là 29.799 người.